# Копач (Нижньосілезьке воєводство)
Копач (пол. Kopacz) — село в Польщі, у гміні Злотория Злоторийського повіту Нижньосілезького воєводства.
Населення — 180 осіб (2011).
У 1975-1998 роках село належало до Легницького воєводства.

## Демографія
Демографічна структура станом на 31 березня 2011 року:
|          | Загалом | Допрацездатний вік | Працездатний вік | Постпрацездатний вік |
| -------- | ------- | ------------------ | ---------------- | -------------------- |
| Чоловіки | 90      | 14                 | 70               | 6                    |
| Жінки    | 90      | 16                 | 60               | 14                   |
| Разом    | 180     | 30                 | 130              | 20                   |